# Товста (гора)
То́вста — гора в Українських Карпатах, у масиві Горгани. Розташована в межах Надвірнянського району Івано-Франківській області, на північний схід від хребта Довбушанка.
Висота 1398,2 м (за іншими даними — 1399 м або 1407 м). Підніжжя і схили вкриті лісами, лише вершина незаліснена. Місцями є кам'яні осипища. Від вершини на північний захід тягнеться вузький і порівняно короткий хребет з кількома локальними вершинами. На північному схилі гори бере початок потік Кудринець (притока річки Ситний), на якому розташований мальовничий Кудринецький водоспад.
Найближчі населені пункти: Зелена, Черник.